# Vesicephalus
Tribu
Genre
Vesicephalus est un genre de collemboles de la famille des Katiannidae, le seul de la tribu des Vesicephalini.

## Liste des espèces
Selon Checklist of the Collembola of the World (version du 16 août 2019) :
- Vesicephalus bellingeri Bretfeld, 2002
- Vesicephalus crossleyi Snider, 1985
- Vesicephalus europaeus Ardanaz & Pozo, 1985
- Vesicephalus longisetis (Guthrie, 1903)
- Vesicephalus occidentalis (Mills, 1935)

## Publications originales
- Delamare Deboutteville & Massoud, 1964 : Le genre Vesicephalus Richards de la sous-famille des Vesicephalinae Richards nov. comb., avec une discussion de la position du genre Papirinus Yosii. (Ins. Collembola Symphypleona). Revue d'Ecologie et de Biologie du Sol, vol. 1, no 1, p. 73-83.
- Richards, 1968 : Generic Classification, Evolution, and Biogeography of the Sminthuridae of the World (Collembola). Memoirs of the entomological Society of Canada, no 53, p. 1-54.